# Castelo de Beloeil

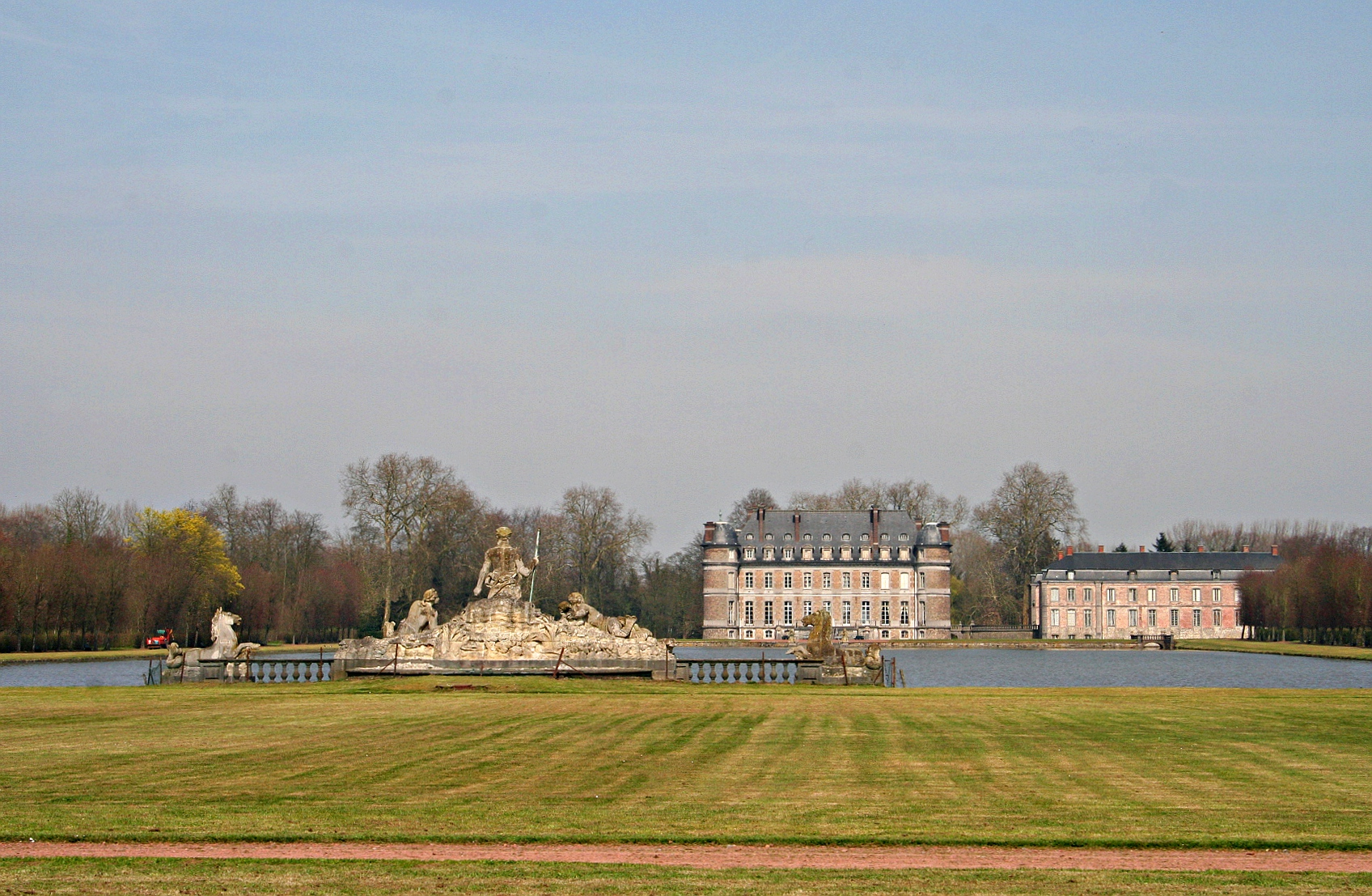
O Castelo de Beloeil com o seu fosso

O Castelo de Beloeil (Château de Beloeil, em francês) está situado na municipalidade de Beloeil, na província de Hainaut, Bélgica. Desde o século XIV, tem sido a residência do Príncipe de Ligne. O castelo está no meio de um magnífico jardim barroco projetado em 1664.

## História

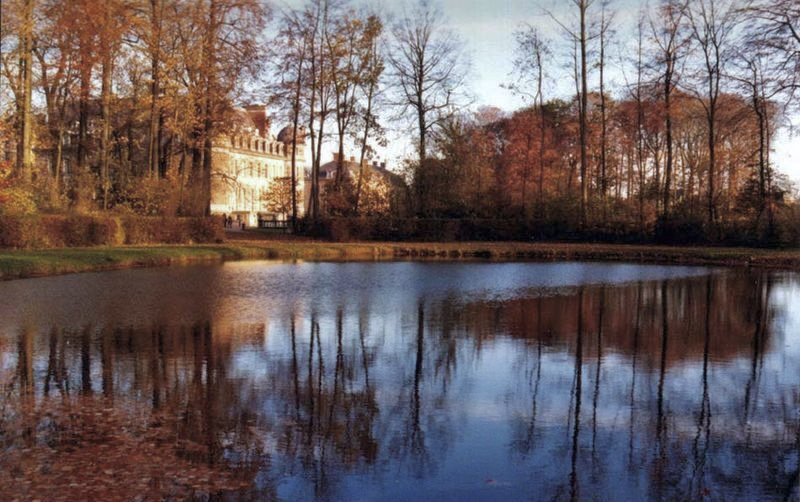
Beloeil: o castelo dos Príncipes de Ligne.

Beloeil tornou-se possessão da família Ligne em 1394. No começo do século XV, o castelo local foi escolhido como residência principal da família nobre. O castelo era uma construção retangular fortificada com um fosso em volta e tinha quatro torres redondas em cada canto. Esta estrutura básica ainda está conservada, mas as fachadas e os interiores foram grandemente alterados com o decorrer dos séculos.
Nos séculos XVII e XVIII, o castelo fortificado foi transformado em uma luxuosa casa campestre, seguindo o exemplo francês. A partir de 1664 foi criado o magnífico parque, com os seus pequenos lagos geométricos, as suas alamedas rectas e as suas perspectivas grandiosas. Os típicos "bosquets" - jardins fechados por altos sebes - foram preservados, apesar da preferência por jardins ingleses durante os séculos XVIII e XIX. Um pequeno jardim de paisagem com uma ruína foi exposto na direta vizinhança do castelo pelo célebre Charles Joseph, Príncipe de Ligne. Um lago artificial retangular possui estátuas clássicas em cada ponta.

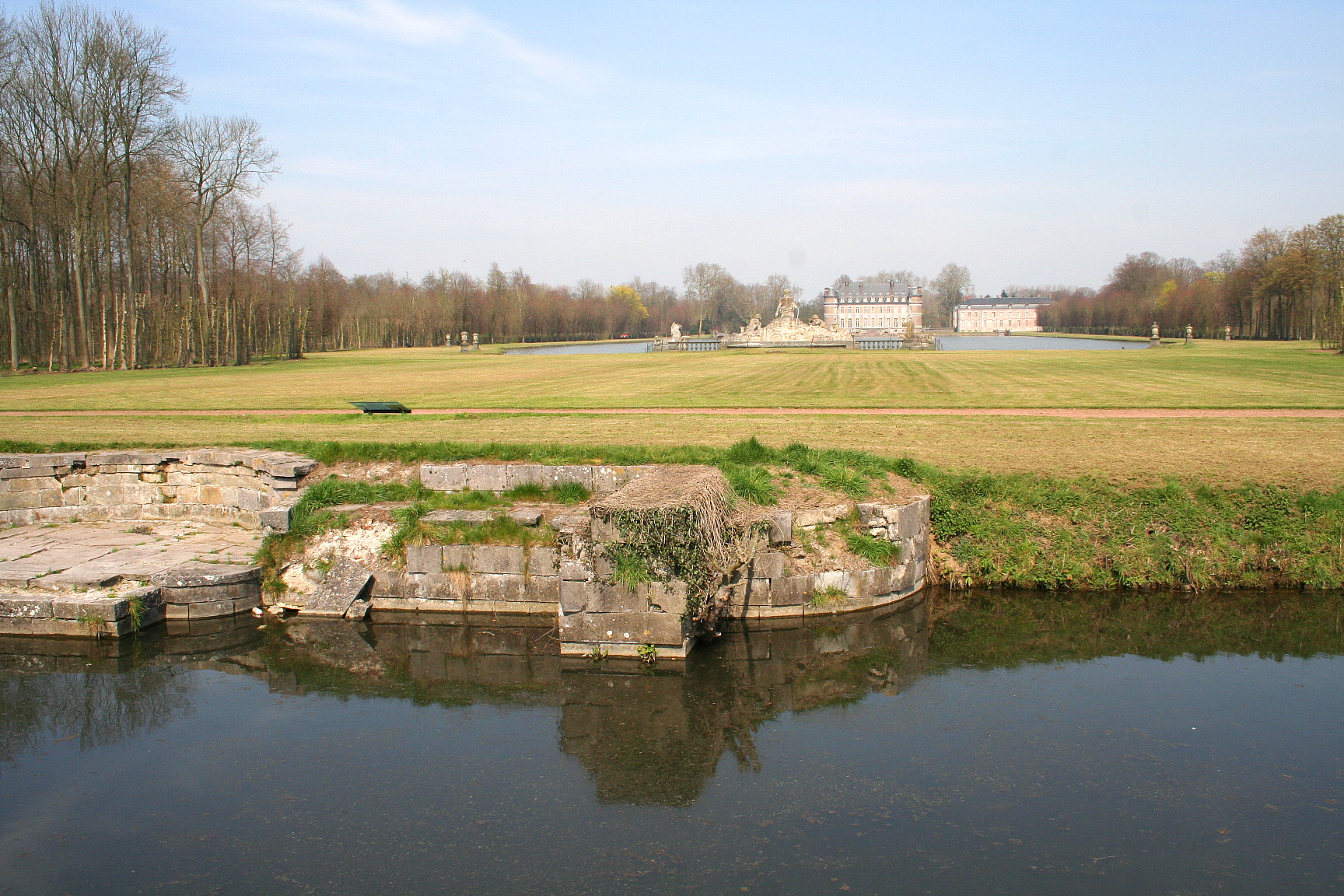
Vista parcial do parque com o palácio ao fundo.

Os interiores foram luxuosamente decorados com finas mobílias e com coleções de arte da família. No Ano Novo de 1900, um desastre atingiu o castelo. Um incêndio queimou-o completamente, mas a maioria de suas mobílias, incluindo a biblioteca, que contém mais de vinte mil preciosos volumes, e a coleção de arte foram salvos. O castelo então foi reconstruído nos anos seguintes pelo arquiteto francês Samson. Os interiores foram suntuosamente redecorados com as melhores peças da coleção dos Ligne, lembrando o Palácio de Versalhes.

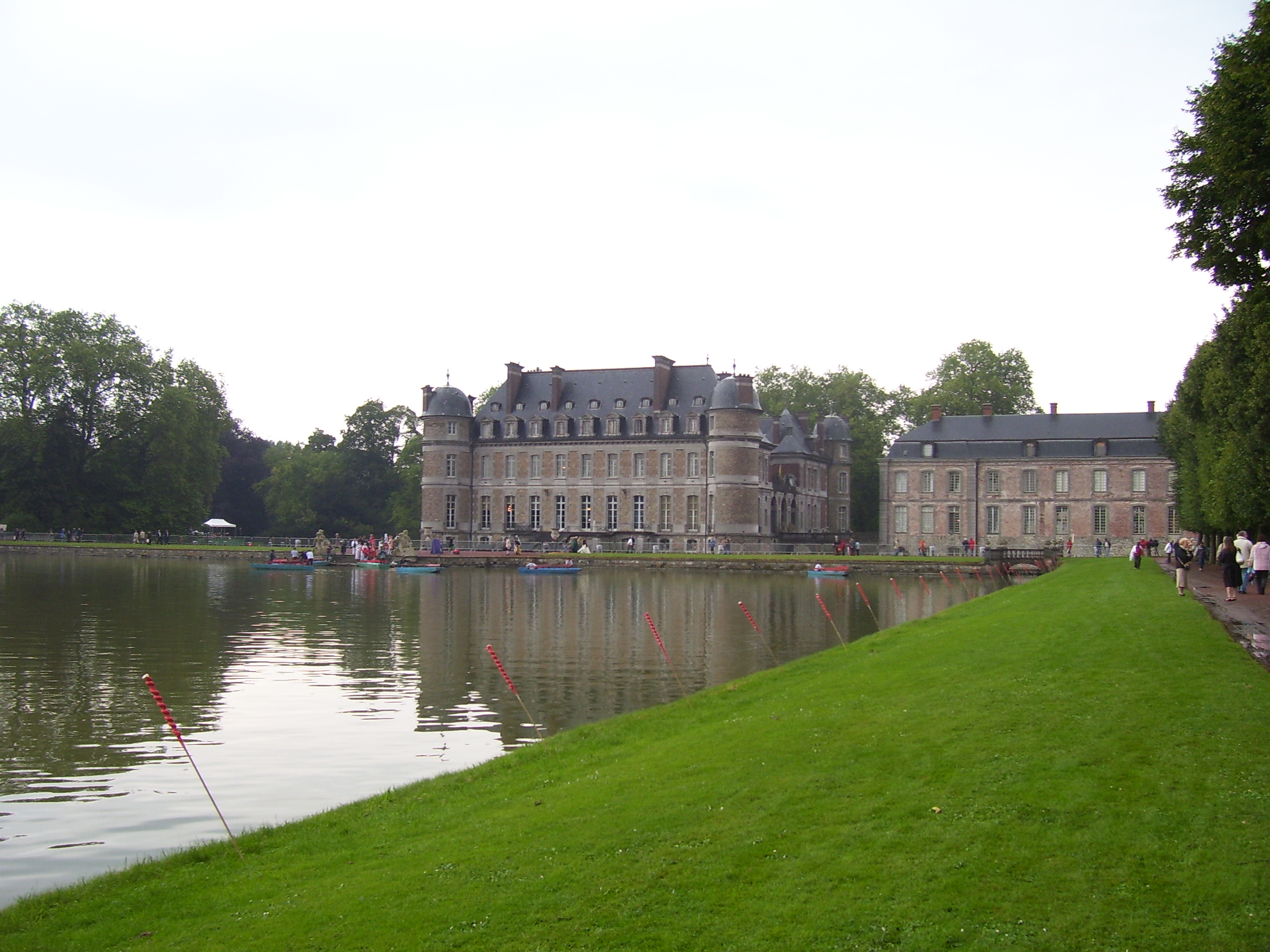
Vista parcial do palácio.

Durante uma semana da primavera, o castelo anualmente mostra um show floral: aproximadamente duas mil amaryllis e seiscentas orquídeas são exibidas nos vários quartos da residência, abertos ao público. Os salões do castelo podem servir ainda como locais para casamentos, recepções, conferências, jantares de gala e seminários e abrigar até setecentas pessoas.

## Visitas

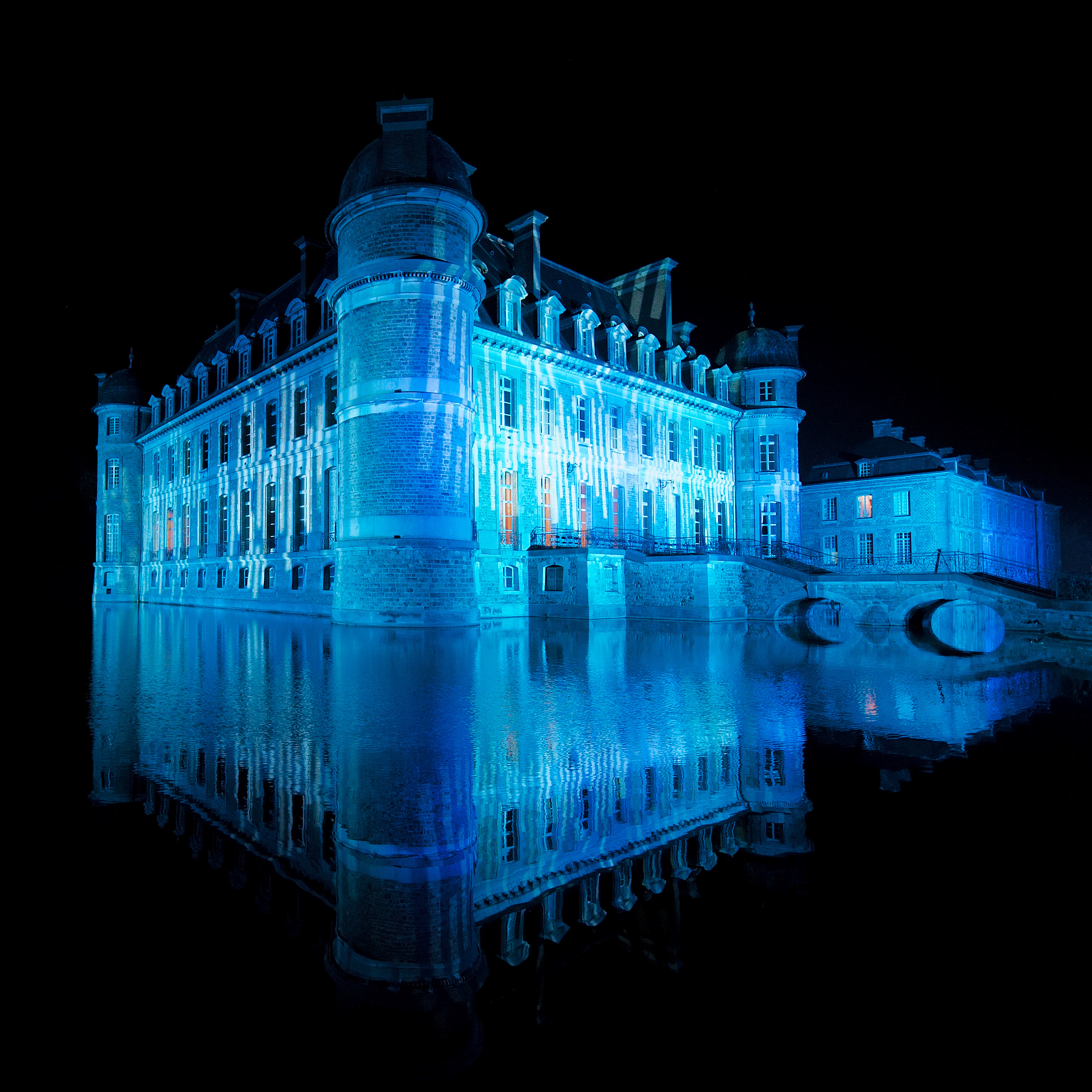
Castelo de Beloeil à noite.

Das 13:00 até as 18:00, de 15 de maio até 15 de outubro, o castelo está sempre aberto. Nos fins de semana e feriados, visitantes podem vir entre 1 de abril e 14 de maio. Grupos de visitantes podem comparecer todos os dias de abril até 15 de outubro. As entradas custam 7 euros para adultos e 5 € para crianças e idosos.